# ぼっち・ざ・ろっく!
『ぼっち・ざ・ろっく！』(BOCCHI THE ROCK!）は、はまじあきによる日本の4コマ漫画。『まんがタイムきららMAX』（芳文社）において、2018年2月号から4月号までゲスト連載後、同年5月号から連載中。略称は「ぼざろ」。キャッチコピーは「陰キャならロックをやれ！」。

## 概要
前作『きらりブックス迷走中!』（まんがタイムきららMAX）の連載を終えたはまじが、漫画以外の自身の趣味からバンドをテーマに取り上げた4コマ漫画。担当編集は瀬古口拓也、原作音楽監修はInstantが務める。
次にくるマンガ大賞2019・コミックス部門で8位にランクインした。
系列誌のヒット作で、同じく女子高生によるガールズバンドを取扱った『けいおん!』の舞台が高校の部活動（軽音楽部）であるのに対しライブハウスを中心に活動するバンドを題材としており、はまじ自身も差別化を図る上で意識した部分の1つとインタビューで述べている。
キャラクターのデザインはシンプルな線で描き分けがなされており、これはデザインが複雑すぎるとファンアートを描いてもらえないのではないかというはまじの判断によるもの。
各話の扉絵はフレデリック『オドループ』（5話）やフジファブリック『若者のすべて』（13話）など、実在するバンドのMVの1シーンをオマージュした構図が用いられており、一部の登場人物の名前は実在するバンドマンに由来している。特にASIAN KUNG-FU GENERATION（以下、アジカン）の影響は大きく、物語のメインとなる「結束バンド」メンバー4人の名字の由来となっている他、アジカンが活動していた下北沢、金沢八景及びライブハウス「下北沢SHELTER」が、劇中の舞台もしくはそのモデルになっている。ただし作品タイトルについて、アジカンのメンバー・後藤正文著のエッセイ集のタイトル『ゴッチ語録-GOTCH GO ROCK!』が由来だと読者の間で噂されていたが、これははまじ本人によって否定された。
2021年2月発売の『きららMAX』4月号にてテレビアニメ化が発表、2022年10月から12月まで放送された。当アニメの大ヒットによる知名度向上の結果、原作漫画単行本の売上も飛躍的に上昇。2024年1月時点でシリーズ累計発行部数が300万部を突破した。アニメ化影響の詳細はアニメ項目の反響・評価節を参照。
劇中登場人物のひとりである廣井きくりを主人公としたスピンオフ作品『ぼっち・ざ・ろっく！ 外伝 廣井きくりの深酒日記』が芳文社の漫画アプリ「COMIC FUZ」にて連載中。作画はくみちょうが担当する。基本的に4コマである本編とは異なり、こちらはストーリー漫画の方式となっている。

## あらすじ
主人公の後藤ひとりは、取り柄と言えるものが何もない少女だったが、中学1年生の時にTV番組でのバンドマンへのインタビューがきっかけでバンドに憧れ、父親からギターを借りて没頭し、やがて動画投稿サイトにて「ギターヒーロー」の名で評判を呼ぶほどのギタリストになる。だが一方で重度の人見知りかつコミュ障のため、 バンド活動や文化祭ライブに憧れを抱きつつも、音楽のパートナーどころか友達すら作れないまま中学を卒業する。
高校生となってから約1ヶ月経ったある日、相変わらず友達作りができなかったひとりはクラスメイトから話しかけてもらえることを期待し、ギターを学校へ持っていったものの失敗。失意の帰宅途中、自らが所属するバンド「結束バンド」のギタリストを探していた伊地知虹夏に声をかけられ半ば強引にライブハウスにて演奏することになり、その流れでバンドメンバーに加入した。
念願のバンド活動ができるようになったひとりだったが、人前やセッションでの演奏に慣れておらず実力をいまいち発揮できなかった。それでも同じバンドメンバーの山田リョウ・喜多郁代と共にひとりは次第にギタリストとしても、人としても徐々にだが成長していき、ライブハウスでの演奏などの他、学校での文化祭にも結束バンドとして参加・演奏を披露した。
そんな中、演奏以上に最後の最後でのひとりのパフォーマンス失敗が話題と化した文化祭ライブのネットに投稿された映像を見て、それを記事にしようと音楽ライターの「ぽいずん♡やみ」こと佐藤愛子がライブハウスまで結束バンドを取材しに来る。ぽいずん♡やみはそこでのひとりによる演奏のクセを目の当たりにして、ひとりがギターヒーローであることを確信し皆にバラした。ひとり（ギターヒーロー）の腕前なら確実にプロとしても通用すると絶賛した一方、他の結束バンドのメンバーに関しては「“ガチ”じゃない」「本気でプロを目指してやっているようには見えない」と酷評。「ちゃんとしたバンドに入った方がいい」と、ひとりだけを引き抜いて音楽業界に紹介しようとする。
虹夏たちはぽいずん♡やみの評価を否定できず、ひとりにとって結束バンドとして演奏し続けるのが良いことなのかを考えあぐねていたが、ひとりも結束バンドでロックフェスへ出場し実力を証明したいと、虹夏たちと同じことを考えていた。そこで審査に向けて新曲を作ったり、知名度向上のためミュージックビデオを制作したり、経験を積もうと路上ライブを開くなどフェスへ向けた活動を始める。
結果は惜しくもフェスの最終ステージまでは残れなかったが、結束バンドを再評価したぽいずん♡やみのツテによってフェス終了後に、結束バンドに音楽レーベル「ストレイビート」からのレーベルデビューの話が持ち込まれる。ひとりたちは初のレーベルミニアルバム発売に向け、新曲作りなどへ取り掛かる。やがて「結束バンド」のデビューシングルが発売され、同じレーベルに所属するアーティスト「クリムトの夜」とのタイアップ効果もあって上々の滑り出しを始める。

## 登場人物・バンド
声の項はテレビアニメ版の声優。作中の年次の表記はひとりの学年を基準に高校1年時を1年目、進級後を2年目とする。

### 結束バンド
本作で中心に描かれる下北系ロックバンド。郁代曰く「エゴサが全く機能しない」。虹夏の姉・星歌が店長を務める下北沢のライブハウス「STARRY（スターリー）」を活動拠点としている。バンド名はリョウによる命名らしく、虹夏は当初「絶対変える」と言っていたが結局そのままになっている。ライブの物販では実際に結束バンド（ケーブルタイ）をリストバンドと称して販売する。後にリョウが「けつばんちゃん」というマスコットキャラを手がけている。明るく前向きな歌詞にコンプレックスを持つひとりが作詞を担当しているため、歌詞はネガティブなものが多い。曲の方向性については、作曲担当のリョウのほぼ言いなり状態。所属レーベルはストレイビート。
メンバーの苗字（後藤、伊地知、山田、喜多）はいずれも「ASIAN KUNG-FU GENERATION」のメンバーの苗字に由来し、誕生日は対応するメンバーの誕生日を逆さまにしたものとなっている。
後藤 ひとり（ごとう ひとり）
声 - 青山吉能
誕生日：2月21日 / 身長：156cm / 体重：50kg / 血液型：O型
本作の主人公。リードギター・作詞担当。秀華高校1年2組→2年。ニックネームはリョウが名前から連想して名付けた「ぼっち（ちゃん）」。横浜市の金沢八景駅付近に在住。髪型はピンク色のロングヘアーで、右側に水色と黄色の2つの立方体型の髪留めを付けている。服装は常にジャージ、家では暗い押し入れでギターばかり弾いている、いわゆる陰キャ少女。休みもどこかへ出かけることは基本的になく、ずっと家に引きこもるなどインドア派。
対人コミュニケーションが非常に苦手で、初対面の相手へ話しかけるのはほぼ不可能かつ目も合わせられない。辛うじて会話できても吃り気味で、他人からの圧しや同調圧力には弱く、頼みや誘いを断れる勇気もなく人の意見にも流されてしまう。何とか場を盛り上げようとしても、スベったりやりすぎたりして失敗することが多い。感情が表に出やすく、切羽詰まった場面では顔面が崩壊する。何かあるとすぐゴミ箱や段ボール箱の中などに隠れようとする。友達作りもままならず中学3年間を寂しく過ごしたなど青春に対してコンプレックスを抱き、学校（特に体育祭などの学校行事）を忌み嫌い高校もバンドで成功して早く中退したいといちいち口にする。青春話には嘔吐・吐血・身体が崩れ去るなどの拒否反応を示す。その反動からか承認欲求の強い面がありバンド活動に憧れるのも「ちやほやされたいため」という点が大きく、褒められるとあっさり調子に乗る。妄想癖が強く、プラス方面にもマイナス方面にも想像が極端。己と逆のタイプである所謂「陽キャ」「パリピ」に強い偏見があり、他者を自分にとってのヒール役に見立て妄想することもある。何かと強がって見栄を張ろうとするなど、難儀な性格をしている一方でバンドメンバーや他人をよく観察しており、誰かが悩みやプレッシャーなどを抱えているといち早く気付いている。学校での授業ではノートをしっかり取りテスト勉強もきちんと行うなど基本的に真面目だが、その学力は芳しくない。そのため補習・追試の常連で、進学も半ば諦めている。
高校入学後にギターを持って公園にいたところを虹夏から声を掛けられ、逃げた郁代の代わりとして臨時で結束バンドのギターを務める運びになり、その流れで結束バンドに加入した。その後は改めて加入した郁代とギターの指導による師弟関係を結び、また虹夏やリョウとの交流を経て当初は自分のためとしてやっていた音楽の道を、結束バンドの皆と共に進みたいと思えるようになった。また、きくりとの出会いや様々なライブを経て、人間的に少しずつだが成長していく（ただし性格は相変わらず）。
中学生になってから毎日6時間以上ギターの練習を約3年間欠かさずやってきたためプロレベルと称されるほど個人としての演奏技術はずば抜けて高く、難しいフレーズでも「一回聴けば」弾けるほど。文化祭のライブでペグの故障によりチューニングできなかった際にはきくりの酒瓶を使ったスライドギター（ボトルネック奏法）で乗り切るなど、演奏に関しての知識も持ち合わせている。特殊奏法である歯弾きや背弾きも可能であり、家の中で演奏する際やライブ中に切迫した際は、聴く人を惹きつける強烈な演奏をすることができる。一方で人前が苦手な性格や、他人と合わせながらする演奏の経験不足からバンドでは実力を存分に発揮できず、時折その片鱗を覗かせるに留まっている。
結束バンドでは作詞を請け負っているものの、青春に関連したNGワードを避けており自ずと暗めの歌詞になる。レーベルミニアルバム制作時には作曲・編曲にも挑戦したものの、編曲の方がうまくいかずリョウにより遠回しに遠ざけられ、結局ひとりが作曲したものをリョウが編曲することになった。
虹夏や郁代によると（普段の奇行のせいで忘れられがちだが）美少女。文化祭でのクラスの出し物でメイド服を着させられた際は皆から似合うと讃えられ、リョウからは「ビジュアル方面で売り出すのもあり」「ダイヤの原石」と評された。タピオカチャレンジ（胸の上へタピオカ飲料のカップを乗せて飲む催し）が可能なほどスタイルも抜群で、虹夏や郁代からは嫉妬混じりの冷たい視線を向けられることもある。郁代によると、顔を上げ表情も整えればアイドル事務所も狙えるほどのルックスだがその顔は10秒と保たない。そして自己評価が極めて低く、ひとり自身は外見やスタイルを全く意識していない。
初期設定では普通の可愛い女の子だったが、担当編集から「もっとガチにした方がいい」と指摘を受けて修正を重ね、たちまち現在の設定となった。
ギターヒーロー
ひとりが動画投稿サイトで活動する際に用いるハンドルネーム。ひとりが普段人前に出せないが内面に抱えている承認欲求の象徴とも呼べるもので、現実のひとりからはかけ離れた「バスケ部エースの彼氏持ち」「ラインの友達数は1000人超え」といった設定がつけられている。顔を隠すアングルから撮影された人気バンドのカバー動画を投稿しており、投稿サイトでの登録者数は原作1巻の時点で3万人超、4巻の時点で10万人を超えている。最初期の動画投稿ではチューニングもできていなかったが、それでも毎日投稿を続けてどんどん上手になっていき、100万回以上再生されている動画も多数あり、ぽいずん♡やみのような音楽関係者からも注目を集めている。動画は直樹によって収益化されており、文化祭ライブで壊れたギターを新調する費用などに充てられた。
ライブでの現在の実力ではギターヒーローの名前でファンを集めても満足させられる演奏はできない、また結束バンドは皆の力で売れたいというひとりの考えから、一般には「結束バンドの後藤ひとり」であることは公表されていない。
伊地知 虹夏（いじち にじか）
声 - 鈴代紗弓
誕生日：5月29日 / 身長：154cm / 体重：48kg / 血液型：A型
ドラム担当。下北沢高校2年→3年。根明で世話焼きなバンドのリーダーにしてまとめ役。また、本作におけるほとんどのツッコミを担う常識人。水玉のリボンがトレードマークで、大抵身体のどこかに身につけている。幼少期に母親を事故で亡くし父親も仕事で家を空けることが多く、自宅ではほぼ星歌との2人暮らし。
バンドを辞めた姉の分まで人気になり、姉のライブハウスをもっと有名にするという夢を実現させるため、親友であるリョウを誘い結束バンドを結成した。しばらくして、逃げてしまった郁代に代わりギターを担当してくれる人を探していたところ偶然ギターを持っていたひとりを見つけ、彼女へ声を掛けると共にギター担当として結束バンドのライブに臨時で出演してくれるよう頼み込み、咄嗟のことで返事ができなかったひとりを「同意」したと見なして強引にライブハウスへ連れて行き、流れでひとりを加入させた。また、ひとりを通じて戻ってきた郁代を改めて迎え入れ、本格的にバンド活動を開始する。
バンドでは経理も担当し、デザインも得意で結束バンドのロゴやCDジャケットを制作した他、ライブ映像を動画投稿サイトに投稿する際の編集なども手がけている。
基本的に温厚で心優しくメンバーが失敗しても責めるようなことは一切せず、寧ろ頑張った際にはしっかりと褒め労いも忘れないなどメンバー想いである。学校や大事な用がある時以外はほぼ外出せず、実家のライブハウスを手伝うか家事ばかりしているなどインドア派。寂しがり屋な一面もあり、怖い場面へ遭遇した際には「お姉ちゃんに会いたい…」と涙ぐんだり、自分が大学に進学しても、進学しないと決めているリョウが大学へ遊びに来るという話を聞いて喜んだりしている。
以前組んでいたバンドを抜けたリョウを誘い彼女に改めてバンドの良さを思い出させる、ひとりを結束バンドに誘って彼女が変わるきっかけを作る、一度は逃げた郁代を心配していた上に結束バンドへ改めて誘う際も戻るよう促してあっさり迎え入れるなど、リーダーシップが高い。
ライブハウスの上階に位置する自宅では、同居する姉の分も含めて料理などの家事を行う。学業も人並み以上にこなし、芳大への進学が決まった。
親友で同じクラスでもあるリョウの面倒を見るのが身に染みついてしまっているが、リョウに対しては殴ったりプロレス技（ジャーマン・スープレックス、ロメロ・スペシャルなど）をかけたりと暴力を伴うツッコミも時折やっている。リョウがひとりや郁代に食事をたかっていることを知ったときには本気で怒ったが、彼女自身はなんだかんだでリョウに甘い所もある。夢を追いつつも自分やバンドの将来を現実的に考え、他のメンバーを俯瞰するように眺めて口に出さずとも心の中でツッコミを入れていることも多い。興奮すると口調が汚くなる一面もある。
元々ギターヒーローのファンで正体がひとりであることに最も早く気付いたが、ひとりの希望もあってぽいずん♡やみにより正体をバラされるまで他メンバーにはこのことを黙っていた。
山田 リョウ（やまだ リョウ）
声 - 水野朔
誕生日：9月18日 / 身長：163cm / 体重：50kg / 血液型：AB型
ベース・作曲担当（テレビアニメ版ではコーラスも担当）。下北沢高校2年→3年。その場のノリなどで突拍子もない言動及び行動を頻繁に行い、変人と言われると喜ぶ。無口・無表情で友達も少ないが、時折芯を食った助言も他人に行う。
面倒なことや気が乗らないことは一切やろうとせず、虹夏がひとりの歓迎会を行うことを提案した際は「眠い」という理由で拒否したり、ひとりの家に行くという話が出ても「おばあちゃんが峠」と分かりやすい嘘をついて断るなど、やや自分本意な面もあるが、結束バンドの皆でどこかに行くという時にはほぼ参加しておりそれなりにTPOは弁えている。また、自分が苦手としている猫々・恵恋奈がライブに出られるよう指導から打ち込みまでやったという面もある。
ひとり曰くコミュ障ではなく「1人でいるのが好きな人」で、音楽以外では古着屋巡りや廃墟巡りを趣味とする。家では専ら映画鑑賞などインドア派だが、前述の古着屋・廃墟巡りといった一応アウトドアな面もある。音楽や楽器にうるさく、語り始めると人が変わったかのように饒舌となる。滅多に動揺する顔は見せずお化け屋敷なども平気だが絶叫マシンのように危険を感じるものはかなり苦手とし、「本当はビビリ」と虹夏から言われている。
後述の経験から「個性を捨てたら死んでるのと一緒」という考えを持ち、そのためバンドで売れるよりも成功することを願っており「結束バンドで今度こそ成功させたい」と思うなど、バンドに対する意識はそれなりに高い。
以前は別のバンドで活動していたが、個性を捨てて売れ線を目指すメンバーとの志向の違いから脱退（後にバンド自体は解散）。バンド活動そのものに嫌気が差していたところを親友の虹夏に誘われたことで心機一転し、結束バンドを結成した。
両親が病院を経営する裕福な家庭で暮らしているが貰った小遣いのほとんどを楽器に注ぎ込むなど金遣いが荒く、周囲から借金を重ねたり雑草を食べて飢えを凌いだりするほどの金欠に陥ることもある。金に目が無いため、あこぎに荒稼ぎを狙うような発言もよく行う。生活力も皆無で、よく虹夏に面倒を見られている。勉強については、高校のテストで0点を取ったり脳みそが小さすぎて頭の中で転がる描写まであるが、苦手という訳ではなく一夜漬けで勉強すれば満点に近い点数を取れる（東大合格を目指すと発言したことも）。ただし必要なくなるとすぐ忘れる他、勉強に熱中すると逆に音楽関連の知識を忘れてしまう。結束バンドでの作曲に専念するという名目で大学進学はせず、高校卒業後はフリーターの予定。
元々は自分に溺愛するあまり過保護な親に反発していることを示し、親が自分に構わないようになるのではと考えてロックを始めた経緯があるが、特に親が嫌いという訳ではない。
最初期は「不思議ちゃん系の可愛いキャラ」と、性格とデザインがかなり異なっている。
喜多 郁代（きた いくよ）
声 - 長谷川育美
誕生日：4月21日 / 身長：158cm / 体重：44kg / 血液型：A型
ギター・ボーカル担当。秀華高校1年5組→2年。「人と関わるのが大好き」と自称するように社交的で友達も多い、いわゆる陽キャであり、いつも話題の中心になることが多く誰彼問わず人気がある。とにかく明るく心優しい性格で、クラスメイトや友達との仲を大切にし、ひとりのことや彼女の名前もしっかり覚えているほどだがその反面自分と正反対である陰キャに対する理解はなく、ひとりを遊びに誘おうと思いつつも「他の人がいると彼女が萎縮してしまうのでは」と考え、敢えて誘わない形で気遣ったつもりでいたが実際にはひとりの心を傷付けるという結果を招いてしまうなど、空回りしてしまう一面もある。虹夏に「中毒」と言われるほどSNS（特に写真掲載）に熱心。苦に思っている訳ではないが、SNSや友人との話題合わせなどに多くの労力を割いている。バンドでも他メンバー3人がインドア派なのに対し、海水浴など遊びにも積極的なアウトドア派であり、アルバイト以外で特に夏休みなどは友達と遊びに行く予定を埋めている。運動神経も優れており、部活の助っ人を頼まれることが多い。また、勉強なども無難にこなす一方で自身をひとりやリョウと比較して、特段秀でた部分のないありふれた人間だと思っている。自身の「郁代」という名前にコンプレックスを抱いているようで、周囲には名前を隠し自己紹介では苗字しか名乗らず、名字で呼んでくれることを求めている。
楽しくも平凡だと感じる日常を送っていた最中、リョウが以前入っていたバンドの路上ライブを観たことで「普通じゃない道を歩いているのは羨ましい」と彼女に憧れ、結束バンドの初期メンバー募集にボーカル兼ギタリストとして応募する。元々カラオケを得意としており歌唱力は高かったが実際はギターが弾けず、それでもどうにか弾けるようになるため密かに練習しても上手くなれずに、結局は初ライブを目前にバンドから逃亡した。後にひとりを通じて虹夏・リョウと再会し、真実を打ち明けることで和解。ひとりから説得されたことで改めて結束バンドに加入する。リョウからギターを借り、ひとり指導の下でギターの練習を重ねた結果、文化祭ライブでは機材トラブルへ見舞われたひとりのためにアドリブで時間稼ぎできるまで成長を見せた。レーベルミニアルバム制作時には作詞にも挑戦した。
初ライブ直前に逃亡したなどの「前科」があるため、時折突飛なことをする人間だと思われている。他人の言動は良い方に解釈しがちで、特に惚れ込むリョウに対しては顕著。当初はひとりを「後藤さん」と呼んでいたが、文化祭ライブを機に「ひとりちゃん」と呼び方を改める。同じ学校のひとりのことは気にかけているが、陽キャのノリにひとりを巻き込んで心労をかけ、ひとりの性格などを歯に衣着せず述べ無自覚のうちに精神的ダメージを与えることもしばしば。そのストレートな物言いは虹夏（アニメではリョウ）に「ナチュラルに鬼畜」と評された。2年生へ進級して間もなくクラスでの挨拶時、無茶苦茶な自己紹介しかできないひとりに本気で怒ったこともある。
バンド活動へのめり込む内に元は良かった成績が次第に悪化、ひとりと共に追試まで受ける羽目になってしまう。さらに、ギタリストとしてひとりに追いつきたいからと大学にも行かずバンド一筋の進路を考えていたところ母親と衝突。だがひとりたちに、大学で経験できるであろうことを大切にしてほしいと説得され親を心配させたと気付き、進学するよう心を変える。
作品開始時には想定されていなかったが、3話の時点で話を動かす役の必要性を感じたため登場したキャラである。

### STARRY関係者
伊地知 星歌（いじち せいか）
声 - 内田真礼
誕生日：12月24日 / 身長：166cm / 体重：50kg
虹夏の姉で、ライブハウス「STARRY」の店長。クリスマスイブが誕生日で、初登場時29歳。作中1年目に30歳を迎え、2年目に31歳を迎えた。かつては自身もバンドマン（ギタリスト）で、その実力はレーベルからスカウトの話が来るほどだった。口では虹夏や結束バンドに厳しくあたることもあるが、実際には誰よりも結束バンドのことを親身に考えており、特に虹夏の事で一喜一憂するなど重度のシスコンである事を周囲に悟られている。ぶっきらぼうな態度や性格に似合わず可愛い物が好きで、ぬいぐるみを抱いていたりメイド服や女子学生服などを鑑賞用に所持していたりする。また涙もろい。
ひとりのギターヒーローとしての正体まではわからなかったものの、ひとりのギタリストとしての才能にもいち早く気づいている。また、ゴミ箱に入り込んで仕事をしないひとりを「可愛いからいい」と許容する、ひとりを中心にした結束バンドの動画を密かに撮影する、周りがドン引きしていたひとりによる歌の誕生日プレゼントに一人だけ涙を流して喜ぶ、ひとりからケーキを食べさせてもらう妄想をする等、ひとりを特に好んでもいる。
『廣井きくりの深酒日記』では大学生時にタバコを買おうとする描写があるが、本編では喫煙する描写はない。
PAさん
声 - 小岩井ことり
誕生日:11月11日 / 身長:162cm / 体重:48kg
ミステリアスな風貌をしたSTARRYの女性PAエンジニア。最終学歴は高校中退。プライベートでは「音戯 アルト（おとぎ アルト）」の名前でバーチャルYouTuberとして活動しており、ゲーム実況動画などを公開している。具体的な名前については作中で言及されず、主に「PAさん」と呼ばれる。
大山 猫々（おおやま ねね）
作中2年目から登場。16歳で秀華高校1年生。身長は146cm。大学受験準備に入って忙しくなった虹夏の代わりとして2年目秋よりSTARRYでアルバイトするようになる。初登場はそれより早く、2年目春の新学期時。
スポーツ好きで中学時代はバスケ部所属だったこともあり雰囲気は体育会系そのもので、いつもはきはきとして声が大きい。ひとりとリョウはそのノリを苦手にしている。ひとりのことを「ヒッピー先輩」、リョウのことを「無口先輩」等と独特な呼び方をしている。
身長が低いこともあってバスケではあまり活躍できなかったところ、ロックフェスでのひとりを見て憧れ、バンドを始めようと考え、虹夏と喜多に付き合ってもらってギターを購入。以後は学校でもバイト先でも、ひとりにギターを教えてもらおうとまとわりつく。結束バンド企画のクリスマス兼星歌の誕生日ライブの際に恵恋奈とユニットを組み、演奏を披露する。ギターの練習ばかりしていたら成績が悪化し留年の危機となった。
日向 恵恋奈（ひなた えれな）
作中2年目から登場。16歳で通信制高校在籍の1年生。猫々と同じくSTARRYの新人バイト。一人称は「えれ」。STARRYの他にもコンセプトカフェでバニーメイドとしてアルバイトしており、イライザは常連客。
もとは結束バンドと対バンした地下アイドルグループ「天使のキューティクル」のメンバーで、「ラファエル」を名乗っていた。天使のキューティクル解散後、改めてロックフェスで結束バンドを見て、結束バンド、特にリョウのファンになる。「推し活」に熱心で、好きなバンドのためには暴走し、リョウに塩対応などをされてもめげないメンタルの強さを持つ。ベースを購入したもののほぼグッズ扱いであったが、結束バンド企画のクリスマス兼星歌の誕生日ライブの際に演奏を披露する。
トゥイッターでは「しゅきピの養分になりたいオタク」と名乗っている。

### SICK HACK（シク ハック）[112]
新宿のライブハウス「FOLT（フォルト）」を拠点に活動している実力派サイケデリックロックバンド。ライブ中の（主にきくりによる）奇行から大衆受けは良くないものの、メンバーの技術は確かで、リョウを始めとしたコアなファンからの人気は高い。
メンバーの苗字（廣井、清水、岩下）はいずれも「八十八ヶ所巡礼」のメンバーの苗字に由来している。
廣井 きくり（ひろい きくり）
声 - 千本木彩花
誕生日：9月28日 / 身長：158cm / 体重：43kg
ベース、ボーカル担当。星歌の大学時代の後輩にあたり、星歌のことは「先輩」と呼んでいる。酒は主に日本酒を好み、紙パックの日本酒を常飲しているため、作中ではほとんどの場面で酔っ払っている。ライブ中でも酔っ払っているためトラブルを起こし、機材などを壊しては弁償させられ、それでさらにヤケ酒する。そのためライブでの収入はそれなりにあるもののいつも金欠であり、他人からお金を借りることが多い。そういった自由奔放な振る舞いをする一方で、初対面かつオリジナル曲であるひとりの演奏に完璧に合わせられるなど、ベーシストとしての確かな実力を持っている。また、常連のファンにはライブ中の奇行も含めて受けている。
横浜市の金沢八景駅近くの琵琶嶋神社の境内で泥酔していたところ、ライブチケットが売れずに窮していたひとりと偶然出会い、その場で即興のセッションライブを披露。そのときにひとりの才能に気づき、ひとりから購入したチケットで結束バンドのライブを訪れて以降、結束バンドを見るためSTARRYなどにも頻繁に顔を見せるようになる。
飲酒を始めたきっかけもライブの緊張を誤魔化すためであり、また将来にも不安を抱えているため、酒を飲むことを「幸せのスパイラル」と称している。高校までは根暗な性格で、陰キャだったため、かつての自身と重なる部分のあるひとりの素質を高く買っており、折に触れてはバンドマンの先輩としてアドバイスを送っている。酒が抜けるとひとり以上に根暗でネガティブな性格になる。
右手の甲にタトゥーを入れた描写が多いが、単行本5巻表紙やアニメ版では描写されておらず、デザインなどからも恐らくヘナタトゥーかジャグアタトゥーと思われる。
自らのベースを「スーパーウルトラ酒吞童子EX」と名付け命より大事だとまで言っているが、よく居酒屋などに忘れる。
スピンオフ作品である「ぼっち・ざ・ろっく! 外伝 廣井きくりの深酒日記」では主人公を務める。同作によると、星歌のバンドに憧れて自分もバンドを始めたという。
清水 イライザ（しみず イライザ）
声 - 天城サリー
誕生日：1月1日 / 血液型：AB型
ギター担当。カタコト混じりの口調で話す。日本のアニメ漫画文化に関心があり、本当はロックよりもアニソンコピーバンドをやりたいと口にする。同人作家としても活動しており「コミマ」に参加するために18歳まで住んでいたイギリスから来日して3年目。恵恋奈がアルバイトするコンセプトカフェの常連客で、彼女と仲が良い。
岩下 志麻（いわした しま）
声 - 河瀬茉希
誕生日：5月15日 / 血液型：A型
ドラム担当。中性的な外見でライブの観客からは「志麻さま」とも呼ばれる。落ち着いていて礼儀正しいが、毎回のようにライブでトラブルを起こすきくりに辟易としており、その怒りをドラムに叩きつけることもある。『廣井きくりの深酒日記』によると、きくりとは高校、大学と同じだが、本格的に関わるようになったのは大学生になってからとなっている。星歌も同じ大学の先輩にあたる。
単行本特典リーフレットにある初期案では、髪型がツインテールであり「ツンデレツインテール枠」にするつもりであったと作者は記している。

### SIDEROS（シデロス）[122]
結束バンドと同年代のメンバーで構成されたメタルバンド。SICK HACKと同じくFOLTを拠点に活動しており、既にワンマンライブを行えるだけの人気を集めている。結成自体は3年前であるものの、リーダーであるヨヨコの人付き合いに難があるためメンバーの入れ替わりが激しく、現在のメンバーでは1年目。未確認ライオットで優勝を果たすが、方針が合わないこともあり自分たちのやり方で続けたいという理由でメジャーデビューは辞退した。
メンバーの苗字（大槻、長谷川、本城、内田）はいずれも「筋肉少女帯」のメンバーおよびサポートドラマーの苗字に由来し、現在判明しているメンバーの誕生日は対応するメンバーの誕生日を逆さまにしたものとなっている。
大槻 ヨヨコ（おおつき ヨヨコ）
誕生日：6月2日 / 血液型：A型
ギター、ボーカル担当。作中2年目時点で18歳。同じライブハウスで活動するきくりを「姐さん」と呼び慕っており、きくりが目をかける結束バンドを強く意識している。友達が少なく目付きの悪さや身長の低さで馬鹿にされることが多かった中、テストで1位を取ったことで周囲から見直され、「一番になれば世界が認めてくれる」「もっと好きな事で一番になりたい」という思いからバンドを始めた過去を持つ。それゆえ順位や数字に対するこだわり、上昇意欲が一倍強く努力も妥協しない。一方で、人気・知名度などにおいて自分が優位であると（他人を見下しているのではなく、自分の価値をアピールするために）主張したがり、勝ち気で素直さに欠けた言動も多い。あくびからは「コミュニケーション下手」と評され、きくりには「（バンドの）メンバー以外友達いない」と言われている、「ひとりとはタイプの違うコミュ障」。また、いつも自信ありげな態度を見せる一方で、ライブの前に緊張で3日くらい眠れない、SNSでのフォロアー数増減に一喜一憂するなど、実際は小心。その性格を理解している現在のバンドメンバーからは慕われているが、打ち上げに誘われなかったり、見栄を張る性格を利用されておごらされたりとぞんざいに扱われてもいる。
結束バンドのことを知ってわさわざSTARRYに見にいって以後、ひとりたちとカラオケで一緒になったりスタジオ練習を一緒にしたり、ひとりと動画を合同で撮影したほか、虹夏、リョウとは自動車教習所で交流するなど、結束バンドのメンバーとの絡みが多くなる。特にひとりに注視しており、何かとライバル視することもしばしばな一方、バンド活動などについてアドバイスも送っている。結束バンドとの再度の対バンも希望しているが、素直に誘えないため気づかれていない。
前記のように学業は得意で、虹夏と同じ大学に進学が決まった。
長谷川 あくび（はせがわ あくび）
誕生日：4月4日 / 血液型：O型
ドラム担当。メンバーで一番真面目な常識人。常にマスクを着けており、食事の際も着けながら食べている。ヨヨコを「ヨヨコ先輩」、楓子を「ふーちゃん」と呼び、語尾に「っす」と付けて話す。SICK HACKのライブのゲストに呼ばれたSIDEROSと結束バンドが同じ楽屋を使うことになった際には率先して交流を図るなどフランクな性格。またゲームが好きでオーチューブにて配信、実況も行っている（この際はマスクを外している）。
ひとりと最初にロイン交換をしたが、ひとりがおじさん構文のロインを送ってきたため、心の中でひとりを「おっぢ」「おっぢさん」と呼び、警戒するようになる。また、きくりが来ない際は「超平和」と言うくらいには、きくりを疎んじている。
本城 楓子（ほんじょう ふうこ）
誕生日：不明 / 血液型：AB型
ギター担当。おっとりとした性格で、料理が得意（特にスイーツ）。ヨヨコを「ヨヨコ先輩」、あくびを「はーちゃん」と呼んでいる。ヨヨコの事はチワワみたいで可愛いと思っている。単行本特典リーフレットにある初期案では、極道の家の子で家出をしており、あくびの家に住みながらバンドをしている設定だった。
内田 幽々（うちだ ゆゆ）
誕生日：8月2日 / 血液型：A型
ベース担当。髪は長く、ウェーブをかけており、ゴスロリ系の服装が多く、十字架のイヤリングを装着している。胸の大きさはひとりと同じかそれ以上。「〜」と間延びした言葉遣いで話す。貧血気味で鉄分サプリを常備している。オカルト趣味で霊感があるらしく、霊視したひとりにはとてつもない者が取り憑いているらしい（本人曰く、サタン様から悪の力を借りている）。家は大家族で貧乏ゆえか服を自分で作り、家事も全てこなせる器用さを持ち合わせている。バンドメンバーのステージ衣装は全て彼女の手作りである。またルシファーとベルフェゴールちゃんという人形の友達がいる。

### その他のバンド・音楽グループ
ケモノリア
結束バンドと同年代のメンバーで構成されたエレクトロロックバンド。芸大生のボーカルが所属し、都内を中心に活動している。未確認ライオットではライブ審査で結束バンド、SIDEROSと同グループとなる。未確認ライオット時、ボーカルとドラムがMCでの一発芸について喧嘩となる。
なんばガールズ
結束バンドと同年代のメンバーで構成されたバンド。大阪で活動している。
向井豹子
なんばガールズのボーカル担当。関西弁を喋る明るい女子。阪神ジャガーズの大ファン。
天使のキューティクル / 屍人のカーニバル / 臼井
結束バンドと同じブッキングライブに呼ばれたそれぞれ地下アイドルグループ/デスメタルバンド/個人による弾き語り。結束バンドを含めてライブハウスのスケジュールを埋めるためだけに意図なく集められた面子だったが、その縁から未確認ライオットでは結束バンドの応援に回る。恵恋奈によると、天使のキューティクルはメンバーのミカエルが、大学進学と当時に茶髪にした事とテニスサークルに入った事が原因でネットが大炎上し、解散したとのこと。
しじみ帝国
結束バンド企画のクリスマス兼星歌の誕生日ライブに参加したバンド。前記のライブ以前からスターリーで頻繁にライブを行っている。
クリムトの夜
結束バンドと同じストレイビートに所属しているアーティスト。作曲家のAmeとボーカルのワラビによる二人組ユニット。結束バンドのレコ発ライブのゲストアクト。深夜アニメのタイアップ曲がヒットしており、知名度は高い。
Ame
クリムトの夜の作曲担当。いつもパーカーのフードをかぶって顔を隠している。ひとり以上に対人コミュニケーションが苦手で、声がよく裏返る（セリフ吹き出し内の活字が反転されて描写されている）。ぽいずん♡やみ曰く司馬としか会話をしないとの事。ライブ前の月一ミーティングで結束バンドの面々と顔を合わせ「一番怖くなさそう」という理由でひとりに懐いている。実は「ギターヒーロー」初投稿の時からのファンで、ひとりがギターヒーローであることにもすぐ気づいた。
歌手の堀江奈津子、音楽プロデューサーの堀江孝人夫妻の娘であり、14歳頃の時「堀江照」名義でCDデビューしたことがあった。これが「七光り」「Ameの前世」として、ネット上のごく一部で批判的に書かれたことがある。
ワラビ
クリムトの夜のボーカル担当。人前に出ようとしないAmeに変わって「クリムトの夜」対外活動もほぼ受け持つ。左右で色の違うロングのジェミニヘアー。歌うのは「おしゃれだけど暗い感じの曲」だが、Ameとは対照的に明るく社交的かつ非常に軽い性格の陽キャで、虹夏からはギャルと評されており、司馬からは「アーティストイメージのためにもなるべく喋らないでほしい」と考えられている。アーティスト活動の他、モデルとしても活動している。もとはAmeの曲をワラビがカバーしていたことが、ユニット結成の切っ掛けとなった。

### その他音楽関係の人物
吉田 銀次郎（よしだ ぎんじろう）
声 - 三浦勝之
ライブハウス「FOLT」の店長。37歳。強面の男性だが女言葉でフレンドリーに話し、きくり曰く「心が乙女なおっさん」。好きな音楽ジャンルはパンクロック。ライブハウスを破壊するきくりに辟易としながらも、倒れた際に世話を焼くなど気にかけてもいる。
ぽいずん♡やみ
誕生日：2月14日 / 血液型：B型
音楽情報サイトに寄稿するフリーライター。本名は佐藤 愛子（さとう あいこ）。23歳→24歳。ライターだけで食べていくのは大変なため、「ストレイビート」でアルバイトもしている。
結束バンドの取材にSTARRYを訪れ、演奏の癖からひとりとギターヒーローが同一人物であることを見抜く。ギターヒーローの動画に注目する1人で、その実力を既にプロでも通用すると評価し、ひとりとギターヒーローが同一人物と知った後も心酔している。一方で結束バンドについては「高校生にしたらレベルはまぁ高いと思う」としつつも、その活動姿勢を「ガチじゃない」「本気でプロを目指しているバンドに見えない」と酷評し「こんなところでうだうだやってると才能腐っちゃいますよ」と、ひとりに暴言交じりの忠告を送る。
もともとは「いいバンドをもっと大勢に知って欲しくて」音楽系ライターを始めており、また自ら「バンドに対してはいつだって真面目」と語るように、最初に演奏を聴いてから後の結束バンドの成長を素直に認めている。その結果結束バンドを再評価し、以前の言葉を撤回して謝罪。司馬に結束バンドを紹介してレーベルデビューの切っ掛けを与え、結束バンドのことを「大事なバンド」とまで言うようになる。
初登場時は学校に不法侵入する、年齢を17歳（後に14歳）と詐称し年齢不相応な格好をする、未熟なバンドを馬鹿にするなどの大人げない行為が目立ったが、再登場以降は真面目にライブを見ないいい加減なブッカーに説教したり、結束バンドに対し「（レコーディングエンジニアに）失礼のないように」と注意したり、片付けのできない都の代わりに片付けを行ったりと、常識的な大人としての振る舞いが多くなる（但し、格好はそのまま）。本人曰く、痛々しい振る舞いはライターとして生き残る為にキャラを試行錯誤していたためとの事。
司馬 都（しば みやこ）
音楽レーベル「ストレイビート」のマネージャー。結束バンドのマネジメント担当となる。
非常に落ち着いた雰囲気の女性だが、初登場時で23歳と若く入社2年目。社会人として冷静に「売ること」を考える一方で、バンドメンバーの考えや方針に対する配慮もしっかり行っている。しっかり者ではあるが、エンジニアが追加料金の話をした時に、シールドを持ちながら「この鞭で叩けば少しは早くなりますかね」と発言したり、自宅が非常に汚い為に事務所に寝泊まりしてるような一面もあり、虹夏達からは「だめな大人」の一人と思われている。
上村
レコーディングエンジニア。朗らかで話し好きな女性。隙あらば料金を上乗せしようとする。
リナ
星歌の元バンドメンバーでドラマー。現在はスタジオミュージシャン。小学生だった虹夏にねだられ、最初にドラムを教えた人物。
星歌に呼ばれ、アルバムレコーディングにてプレッシャーのため実力が出せない虹夏にアドバイスを与えた。
元のバンドメンバーと一緒に、結束バンド企画のクリスマス兼星歌の誕生日ライブに参加した。
柳
池袋のライブハウスのブッカー。適当なブッキングをした上にライブ中に居眠りするいい加減な性格で、星歌とぽいずん♡やみを激怒させる。

### その他の登場人物
後藤 直樹（ごとう なおき）
声 - 間島淳司
誕生日：10月16日 / 血液型：O型
後藤姉妹の父。洋楽趣味でギターを所持しており、ひとりは当初そのギターを借りて使用していた。ひとりの音楽活動については「洋楽にハマってほしかった」としながらも好意的に見守っており、ひとりから文化祭ライブでギターを壊したことを告白された際には「ライブ中に壊すなんて興奮しちゃうなあ」と話すなどロックに対する理解も高いが、当時中1だったひとりに貸し与えたギターは、虹夏と喜多が猫々と訪れた渋谷の楽器店で50万円で販売されていた製品の同型であり、妻や次女のふたりもふくめて家族に非常に甘い人物である。
自分自身、学生時代にはバンドをしていて作曲の経験もあり、ローカルCMにも採用されたことがあるが、本人曰く「父さんのバンドはそこがピークでその後は鳴かず飛ばず」のちに妻となる美智代に「就職しなかったら別れる」と言われて辞めたという生々しい経験を語って聞かせた。娘の「結束バンド」主催のライブのためにこのかつてのメンバーを再び集めて演奏を披露。喜多に「ひとりちゃんパパのバンド渋くてかっこよかった」と表されているが、MCは滑っていた。
本人には教えていなかったが、ひとりの動画投稿サイトでの活動を収益化する手続きをしており（実在の動画サイトであれば本人が18歳以上であるか法定後見人が必要となる）、ひとりがギターを壊してしまった際に広告収入で得たお金を与えている。
目はいつも何か（髪の毛や、ふたりの手など）に隠されていて描かれていない。
会社では窓際族と説明しているが、自宅は金沢八景（横浜市金沢区）の戸建てである。
後藤 美智代（ごとう みちよ）
声 - 末柄里恵
誕生日：4月3日 /血液型：A型
後藤姉妹の母。ひとり及びふたりと同じくピンク色の髪をしている。人見知りなひとりを何かと心配ている。喜多が家に来たときは場を盛り上げようと、喜んで学生コスプレまでした（21年ぶりに制服を着たとのこと）。結束バンドを夫と一緒になって応援しており、そのためにも学生に扮したことがある。その際は90年代後半に流行したギャル語を使用しており、作中に登場するSNSでも話題となっていた。
後藤 ふたり（ごとう ふたり）
声 - 和多田美咲
誕生日：7月7日 /血液型：A型
ひとりの妹。5歳。性格は姉とは正反対で初対面の相手にも物怖じしない。無邪気で善悪の区別がつかず、相手の心を抉るようなことを言って、（特にひとりに）精神的ダメージを与えることが多い。
ジミヘン
声 - 小岩井ことり
後藤家で飼われている豆柴犬。直樹によって洋楽由来で名付けられた（ジミ・ヘンドリックス）。初対面の相手にもよく懐き、人間の問いかけにも答える。
後藤家の祖母
マイナス思考であり人見知り。ひとりの性格は祖母譲り。原作5巻の表表紙で初めて描写された際は、首吊り用と思われるロープを握りしめながらネガティブな発言を繰り返していた。
山田 恭一（やまだ きょういち） / 山田 京香（やまだ きょうか）
49歳。O型 / 46歳。AB型。（cisAB？）
リョウの両親。職業は病院の経営。リョウを溺愛しているが、結束バンドのために病院を休業しようとするなど本人からはその愛情を疎ましがられてもいる。だが、バンドのために車を出してもらうなど、リョウは時々頼ってもいる。
結束バンドのファン1号・2号
声 - 市ノ瀬加那（1号）、島袋美由利（2号）
ひとりときくりの即興ライブを見て結束バンドのライブチケットを購入した2人組の女性ファン。ライブ当日は台風の中STARRYまで足を運び、以降も度々結束バンドのライブを訪れるようになる。普段は美術大学の映像学科で学ぶ学生で、結束バンドがMVを制作する際には虹夏の依頼で撮影にも協力している。具体的な名前については作中で言及されず、2人のうちロングヘアの女性が「1号さん」、ミディアムヘアの女性が「2号さん」と呼ばれる。
アニメではそれぞれ「ひとりのファン1号(2号)」とクレジットされている。
後藤ひとりのクラスメイトＡ・Ｂ(仮称)
声 - 山口愛、川井田夏海
作中１年目から登場する、ひとりのクラスメイト。作中二年目ではひとりと喜多と同じクラスメイトになる。聞き専のバンド好きで文化祭ライブをきっかけに作中２年目から、ひとりに話しかけるようになる。文化祭ではメイド喫茶でメイドのコスプレをしながら、失踪したひとりを心配したり。文化祭ライブに観客として登場している。また、クラスメイトＡについては外伝版にて、文化祭2日目「執事喫茶」の受付として登場し廣井・星歌と会話をしている。具体的な名前については作中で言及されず、仮称として２人のうち２本のヘアピンを付けた女性が「クラスメートＡ」、茶髪のミディアムヘアの女性が「クラスメイトＢ」とする。
山田 花子
秀華高校生徒会長
アニメ版・劇場版Re:Re:のクレジットには表記が無かったが、ぼっち・ざ・ろっく！展の展示品にあった秀華祭パンフレットにて本名が判明した。
佐々木 次子（ささき つぐこ）
誕生日：4月2日 / 血液型：O型
作中2年目から登場する、ひとりと喜多のクラスメイト。喜多とは中学から5年連続同じクラスの腐れ縁で、「さっつー」のニックネームで呼ばれる。また、ひとりからは「ささささん」と呼ばれている。趣味はヒップホップ。文化祭でのひとりのギターを印象に残していて、クラスメイトになったひとりのことも気にかけるようになり、ロックフェスでは結束バンド応援実行委員代表になっている。
なかなか他人に対して心を開かないひとりの姿を、ペットを徐々に懐かせるような感覚で見ている。
喜多 久留代（きた くるよ）
43歳。B型。
郁代の母。公務員で郁代によると凄くしっかりした人。一方で妄想が激しい。当初はひとりを周りの証言だけでクズ男と思い込んでいたが、後に彼女と対面し、女性であることを知ると共に「可愛い」と評価した。郁代がバンド活動することを快く思っていないが、その理由はかつて小説家を目指していた時に出版社の詐欺に遭って親に多額の借金を残した経験があり、郁代には自分と同じく夢を食い潰される目に遭って欲しくないという思いからであった。
喜多 実（きた みのる）
46歳。A型。
郁代の父。40代。郁代と同じ優しくミーハーな性格。職業は妻と同じく公務員。
伊地知家の母
故人。温厚で家族愛に満ちた人物。生前は娘の星歌のバンド活動を応援しつつ、当時姉妹喧嘩の絶えなかった妹の虹夏とは「世界一仲のいい姉妹」でいてほしいと願うが、それから間もなく交通事故に巻き込まれ死亡する。彼女の死から8年後に星歌がオープンしたライブハウス「STARRY」の名前には、そんな彼女を思い、「母さんの元に届くくらいに輝きを放つ場所になるように」という願いが込められている。
ギタ男
ひとりのイマジナリーフレンド。

## 作品の舞台
下北沢
ひとり曰く「個性漲るおしゃれタウン」。下北沢駅やSTARRYがある。5話（アニメでは4話）ではどんぐりひろば公園やタイムズ下北沢第8で結束バンドがアーティスト写真を撮影している。
下北沢STARRY
結束バンドが活動拠点とする下北沢のライブハウス。星歌が店長を務めており、1話（1年目5月）時点で「最近オープンした」とされている。結束バンドのライブや練習に利用されている他、メンバーがライブ費用を賄うためのアルバイト先にもなっている。外観のモデルとなっているのはライブハウス「下北沢SHELTER」。
新宿FOLT
SICK HACKおよびSIDEROSが拠点としている新宿のライブハウス。銀次郎が店長を務めている。外観のモデルとなっているのはライブハウス「新宿LOFT」。
金沢八景駅の周辺
ひとりの自宅がある。6話ではひとりと廣井が金沢八景駅前でライブした。
秀華高校
ひとりと喜多の通う私立校。共学。秀華祭という文化祭が年に一回開催される。
下北沢高校
虹夏とリョウの通う高校。喜多によれば秀華高校より「はるかに頭がいい」。
江の島
2巻1話で結束バンドが夏の思い出づくりで行き、片瀬江ノ島駅や江島神社、江の島シーキャンドルを巡っている。6巻では初詣のために江島神社を再訪。
御茶ノ水
ひとりの新たなギターを購入するためにイシバシ楽器を訪れた。

## 用語
幸せスパイラル
所謂アルコール依存症のことで、きくりが将来の不安を全て忘れる為に「1.酒を飲み欲求が満たされる」→「2.酒のことしか考えられなくなる」→「3.酒が切れてイライラする」→「4.辛さが募り酒を求める」→「5.体に耐性ができて次第に使用量が増えていく」（→1に戻る）の繰り返しである。
イシバシ楽器
ひとりがギターを入手する際に利用した御茶ノ水の楽器店。御茶ノ水、渋谷、新宿等に店舗がある同名の楽器チェーン店をモデルにしており、作中ではSTARRYを開く以前の星歌が働いていた設定となっている。
アニメに連動してYouTubeにて公開された番組「ギターヒーローへの道」では、ひとり役の青山がギターケースなどを購入するためにモデルとなった店舗を訪れている。
未確認ライオット
ぽいずん♡やみから活動姿勢を馬鹿にされた結束バンドが実力を証明して見返すためにエントリーを決めた10代アーティスト限定のロックフェス。デモ審査、ウェブ投票、ライブ審査を経て最終審査がフェス形式で行われる。優勝賞金は100万円で、ここからメジャーデビューが決まることもあるとされる。未確認フェスティバルならびにその前身である閃光ライオットをオマージュしている。

## 書誌情報

### 単行本
- はまじあき『ぼっち・ざ・ろっく！』芳文社〈まんがタイムKRコミックス〉、既刊7巻（2024年10月25日現在）[182]
  1. 2019年2月27日発売、ISBN 978-4-8322-7072-5
  2. 2020年2月27日発売、ISBN 978-4-8322-7170-8
  3. 2021年2月25日発売、ISBN 978-4-8322-7252-1
  4. 2022年8月26日発売、ISBN 978-4-8322-7388-7
  5. 2022年11月26日発売、ISBN 978-4-8322-7419-8
  6. 2023年8月25日発売、ISBN 978-4-8322-7477-8
  7. 2024年10月25日発売、ISBN 978-4-8322-9581-0
- はまじあき（原案）、くみちょう（漫画）『ぼっち・ざ・ろっく！外伝 廣井きくりの深酒日記』芳文社〈FUZコミックス〉、既刊5巻（2025年6月2日現在）[183]
  1. 2024年2月1日発売、ISBN 978-4-8322-0365-5
  2. 2024年4月1日発売、ISBN 978-4-8322-0387-7
  3. 2024年10月25日発売、ISBN 978-4-8322-0449-2
  4. 2025年2月27日発売、ISBN 978-4-8322-0481-2
  5. 2025年6月2日発売、ISBN 978-4-8322-0511-6

### 関連書籍
- 『ぼっち・ざ・ろっく！アンソロジーコミック』芳文社〈まんがタイムKRコミックス〉、既刊5巻（2025年2月27日現在）[184]
  1. 2022年10月27日発売[185]、ISBN 978-4-8322-7414-3
  2. 2023年8月25日発売、ISBN 978-4-8322-7480-8
  3. 2024年5月27日発売、ISBN 978-4-8322-9550-6
  4. 2024年10月25日発売、ISBN 978-4-8322-9583-4
  5. 2025年2月27日発売、ISBN 978-4-8322-9614-5
- 『ぼっち・ざ・ろっく！ ギターケース風ポーチ付きBOOK』宝島社〈TJ MOOK〉、2023年5月30日[186]、ISBN 978-4-299-04149-4
- はまじあき（原作）、まんがタイムきらら（編）『「ぼっち・ざ・ろっく！」TVアニメ公式ガイドブック -COMPLEX-』芳文社〈まんがタイムKRコミックス〉、2023年7月3日発売[187][188]、ISBN 978-4-832-27461-7

## アニメ
2022年10月から12月までテレビアニメの第1期がTOKYO MXほかにて放送された。第2期の制作が決定している。
2024年6月に劇場総集編の前編が、同年8月には後編が公開された。

## ボイスコミック
スピンオフ作品『ぼっち・ざ・ろっく!外伝 廣井きくりの深酒日記』のボイスコミックが、2024年10月25日から11月8日にかけてYouTubeのきらら&FUZちゃんねるにて公開された。全3話となっていて、テレビアニメ版と同じキャストである。

## 舞台
THEATER MILANO-Zaオープニングシリーズのひとつとして、『LIVE STAGE『ぼっち・ざ・ろっく！』』のタイトルで、2023年8月11日から20日まで、東京都・THEATER MILANO-Zaにて上演され、ネット配信も行われ、Blu-ray/DVDも発売された。
2023年6月19日に舞台化が発表され、6月26日にスタッフやキャストが発表された。主人公を演じる守乃まもはバンド活動の経験はあるが本作品が舞台デビュー作であり、結束バンドのキャストは音楽経験者が選ばれている。舞台劇中の演奏シーンは、演者が実際に楽器演奏も担当した。
2024年9月より再演「PART I STARRY」および続編舞台「PART II 秀華祭」が、それぞれ独立した公演として再度THEATER MILANO-Zaにて上演。こちらもネット配信が行われ、Blu-ray/DVDも発売された。当初は9月7日の再演「PART I STARRY」からの上演開始を予定していたが、舞台関係者に体調不良者がいたため一部の公演が中止となり、9月14日より続編「PART II 秀華祭」からの開始となり、「PART I」を含め23日まで上演された。
「漫画の舞台化」というよりは「漫画原作のアニメを舞台化」という側面があり、原作表記は“はまじあき（芳文社「まんがタイムきららMAX」連載中）/TVアニメ「ぼっち・ざ・ろっく！」”になっていて、アニメの劇中歌やBGMも使用されている。
2025年6月22日と6月30日にZepp YokohamaとNambaにて、舞台版「結束バンド」の4人を演じた守乃まも、大竹美希、小山内花凜、大森未来衣によるライブイベントが開催された。

### キャスト（舞台）
- 後藤ひとり - 守乃まも
- 伊地知虹夏 - 大竹美希
- 山田リョウ - 小山内花凜
- 喜多郁代 - 大森未来衣
- 伊地知星歌 - 河内美里
- 廣井きくり - 月川玲
- 後藤ふたり - 岡菜々美、津久井有咲（Wキャスト）

ぼっち〜ず
ひとりのイマジナリーフレンドとしてアンサンブルなども兼任している。
- PAさん 他 - 堀春菜
- 後藤直樹 他 - 澤田美紀（初演）、野田裕貴（梅棒）（再演・新作）
- 後藤美智代 他 - 斉藤瑞季
- ギタ男 他 - ピーターピーター
- ファン1号 他 - やじりまおん（初演）、山崎里彩（再演・新作）
- ファン2号 他 - 園田光

PART II 追加キャスト
- 岩下志麻 - 未結奈
- 清水イライザ - 斉藤瑞季
- 吉田銀次郎 - 野田裕貴（梅棒）

### スタッフ（舞台）
- 脚本・演出 - 山崎彬
- 美術 - 竹邊奈津子
- 照明 - 勝本英志
- 音響 - 中島聡
- 映像 - 森すみれ、荒川ヒロキ
- 振付 - 浅野康之
- 衣裳 - 木村春子
- ヘアメイク - 茂木美緒
- 音楽監督 - 楠瀬拓哉
- 音楽コーディネート - Kuboty
- 小道具 - 羽鳥健一
- 演出助手 - 藤嶋恵
- 舞台監督 - 中西輝彦、仲里良
- 宣伝美術 - 橋本悟（threelight）
- 主催 - LIVE STAGE「ぼっち・ざ・ろっく！」製作委員会

### 関連商品

#### BD / DVD
| 発売日         | タイトル                                                                   | 規格品番          | 規格品番          |
| 発売日         | タイトル                                                                   | Blu-ray           | DVD               |
| -------------- | -------------------------------------------------------------------------- | ----------------- | ----------------- |
| 2024年2月28日  | LIVE STAGE「ぼっち・ざ・ろっく！」                                         | ANZX-10297～10298 | ANZB-10297～10298 |
| 2025年3月26日  | LIVE STAGE「ぼっち・ざ・ろっく！」2024 Part1 STARRY／Part2 秀華祭          | ANZX-10327～10329 | ANZB-10327～10329 |
| 2025年11月26日 | LIVE STAGE「ぼっち・ざ・ろっく！」 at KT Zepp Yokohama/Zepp Namba（OSAKA） | ANZX-10352～10353 | ANXB-10352～10353 |

2023年上演の第一弾舞台を収録したBD/DVD、また2024年の第二弾舞台を収録したBD/DVDが発売。完全生産限定版で、特典としてメイキングやバックステージの映像を収録したDVDが付属する。
Zepp YokohamaおよびNambaでのライブイベントを収録したBD/DVDも発売予定。

## ゲーム
きららファンタジア
ドリコムが開発・運営し、アニプレックスから配信されているスマートフォン向けアプリゲーム。
「まんがタイムきららシリーズ」のキャラクターが多数登場しており、本作からはひとり、虹夏、リョウ、喜多が2022年10月12日のアップデートより追加参戦した。はまじが直接イラストを担当。声優はアニメと同じ。
ビルディバイド -ブライト-
アニプレックスによるトレーディングカードゲーム。2022年10月26日に参戦が発表された。アニメ版の絵柄を使用している。

## コラボレーション・タイアップ
スローループ
『まんがタイムきららフォワード』で連載されている漫画作品。同じ「まんがタイムきらら」系列つながりで、『スローループ』原作第26話およびテレビアニメ第10話に結束バンドのメンバーが登場している。『ぼっち・ざ・ろっく！』原作3巻114ページの通行人および、アニメ第10話にてイライザがスマートフォンにつけているアクリルチャームは、『スローループ』主人公の海凪ひよりと海凪小春になっている。
イシバシ楽器
原作および、テレビアニメ12話にて御茶ノ水の本店が実名で登場する。また、YouTubeでのテレビアニメ連動企画「ギターヒーローへの道」の第4回にて、ひとり役の青山がギターのケースを買いに行く店として登場する。
ノックアウトレコーディングスタジオ
「まんがタイムきららMAX」2022年8月号に掲載され、単行本の4巻に収録された回で登場した結束バンドの初アルバムのレコーディングを行ったレコーディングスタジオ。ラジオ『ぼっち・ざ・らじお！』をきっかけに行われたフレッシュネスバーガーとのコラボイベントの開催された店舗の2件隣で営業していた。
IRIAM
DeNAの子会社である株式会社IRIAMが運営するVtuberライブ配信（キャラクターライブ配信）アプリIRIAMにて、2023年8月25日から9月4日までコラボキャンペーンを実施。コラボフレームやスターが利用でき、抽選で8月25日に発売が開始された「ぼっち・ざ・ろっく！」の6巻と描き下ろしのイラストカードをプレゼントする。
神奈川県金沢警察署
はまじあき描き下ろしイラストの掲載された『ぼっち・ざ・ろっく！』コラボ防犯ポスターを金沢区内の公共施設に掲示。